# Lucía Paraja
Lucía Paraja est une ancienne joueuse de volley-ball espagnol, née le 10 février 1983 à Gijón (Asturies). Elle mesure 1,87 m et jouait au poste de centrale. Elle a totalisé 153 sélections en équipe d'Espagne. Elle a terminé sa carrière en 2012.

## Clubs
| Club                    | De        | À         |
| ----------------------- | --------- | --------- |
| CV La Calzada           | 2001-2002 | 2001-2002 |
| Vóley Murcia            | 2002-2003 | 2002-2003 |
| Club Voleibol Benidorm  | 2003-2004 | 2004-2005 |
| Vóley Murcia            | 2005-2006 | 2005-2006 |
| CAV Murcia 2005         | 2006-2007 | 2006-2007 |
| Jogging Volley Altamura | 2007-2008 | 2007-2008 |
| Club Voleibol Tenerife  | 2008-2009 | 2008-2009 |
| Club Voleibol Haro      | 2009-2010 | 2009-2010 |
| Club Voleibol Aguere    | 2010-2011 | 2010-2011 |
| Sirio Perugia           | jan 2011  | mai 2011  |

## Palmarès
- Championnat d'Espagne
  - Vainqueur : 2007.
- Coupe d'Espagne
  - Vainqueur : 2007.
- Supercoupe d'Espagne
  - Vainqueur : 2007, 2009.